# Goyang Zaicro Football Club
Goyang Zaicro Football Club (antigo Goyang Hi Football Club) foi um clube sul-coreano de futebol, criado em 1999..  O clube foi dissolvido após a temporada de 2016.